# Gladiatus
Gladiatus är ett datorspel av typ RPG som utspelas i antikens Rom.
Gladiatus.se är en webbplats där man spelar som en gladiator och strider. Spelet är, bortsett från "rubiner", gratis och spelas direkt i webbläsaren. På Gladiatus.se handlar du med "Guld", en typ av valuta inom spelet. Man kan också använda "Rubiner", fast rubiner kostar riktiga pengar att köpa. Att köpa rubiner är dock frivilligt och man kan klara sig bra i spelet utan dem. I spelet går det även att arbeta och få lön, samla erfarenhetspoäng (används för att nå nästa nivå), utforska och strida på olika platser.

## Strider
Strida kan man göra på olika platser. Bland annat i arenan, där man kämpar mot andra spelare. Man kan även gå på "expeditioner", det vill säga att man går ut i ett område och slåss mot ett monster, alltså ingen spelare. Beroende på din nivå möter du olika fiender på expeditionerna. Några exempel på fiender är: desertörer, vargar, medusa och pirater.
Man kan även ge sig på de svårare "dungeons" som kräver att man rekryterar och utrustar upp till fyra legosoldater och sedan dödar olika monster på vägen till en boss som sedan ska besegras.
Själva striderna är slumpade men påverkas mycket av olika värden som ens rustning, skada, träffchans och så vidare.